# Kindai Eiga Kyokai
Kindai Eiga Kyokai (近代映画協会 Kindai Eiga Kyōkai?) este o companie independentă de producție de film din Japonia. Numele ei înseamnă în limba română „Asociația de Film Modern”. A fost fondată în 1950 de regizorii Kōzaburō Yoshimura și Kaneto Shindō, împreună cu actorul Taiji Tonoyama, și a ajuns să producă majoritatea filmelor lui Shindō, precum Insula și Onibaba.

## Istoric
Compania a fost formată în 1950, atunci când regizorii Kōzaburō Yoshimura și Kaneto Shindo au decis să părăsească compania de producție Shochiku. Celor doi regizori li s-a alăturat actorul Taiji Tonoyama.
În anul 1960 compania de producție de film era aproape falimentară. Cu puținii bani rămași, Shindō a decis să realizeze un ultim film, Insula. Acesta a avut mare succes în străinătate, câștigând Marele Premiu al Festivalului Internațional de Film de la Moscova, iar banii obținuți prin vânzarea drepturilor de difuzare externă au fost suficienți pentru a salva compania de la faliment.
În cursul istoriei sale, compania nu a fost niciodată foarte profitabilă, profiturile fiind reinvestite în realizarea mai multor filme.

## Producții
| An   | Titlu        |
| ---- | ------------ |
| 1960 | Insula       |
| 1962 | Ningen       |
| 1964 | Onibaba      |
| 1968 | Kuroneko     |
| 1999 | Will to Live |
| 2000 | By Player    |
| 2003 | Owl          |
| 2010 | Postcard     |

## Legături externe
- Site web oficial
- Kindai Eiga Kyokai pe Internet Movie Database